# Edward Adolphus Seymour, XII duca di Somerset
Edward Adolphus Seymour (Londra, 20 dicembre 1804 – Torquay, 28 novembre 1885) è stato un nobile e politico britannico.

## Biografia

### I primi anni
Edward Adolphus Seymour era figlio di Edward Seymour, XI duca di Somerset e di lady Charlotte Hamilton. Quest'ultima era figlia di Archibald Hamilton, IX duca di Hamilton e Harriet Stewart, figlia di Alexander Stewart, VI conte Galloway.
Fu educato al Christ's Church College di Oxford.

### Carriera politica
Tra il 1830 ed il 1831 entrò a far parte della Camera dei Comuni come rappresentante Whig dell'Okehampton e tra il 1834 ed il 1855 per il Totnes.
Sotto il governo di Lord Melbourne fu Lord of the Treasury tra il 1835 ed il 1839, Secretary to the Board of Control tra il 1839 e il 1841, Under-Secretary of State for the Home Department tra giugno e agosto del 1841. Fu inoltre membro del primo governo di Lord John Russellricoprendo la carica di First Commissioner of Woods and Forests tra il 1849 ed il 1851, quando l'ufficio venne abolito.
Fece parte del Royal Commission on the British Museum tra il 1847 ed il 1849.
Nell'agosto 1851 venne nominato a far parte del neo First Commissioner of Works voluto da Russell. Nell'ottobre dello stesso anno entrò a far parte del gabinetto e fu giurato del Consiglio privato di sua maestà. Rimase nel First Commissioner of Works fino alla caduta del governo nel febbraio del 1852.
Somerset succedette a suo padre nel titolo ducale nel 1855 ed entrò di diritto a far parte della Camera dei Lord. Non prese servizio durante il primo governo di Lord Palmerston ma quando questi divenne Primo Ministro la seconda volta nel 1859, Somerset fu nominato First Lord of the Admiralty, con posto nel gabinetto. Mantenne la carica fino al 1866 l'ultimo anno sotto il governo di Russell. Rifiutò di appoggiare il governo di William Ewart Gladstone nel 1868, ma diede indipendente supporto alle principali da lui varate.
Divenne cavaliere dell'ordine della giarrettiera nel 1862 e nel 1863 venne creato conte di St. Maur, di nella contea di Devon.
"St Maur" era il nome originale della dinastia che col tempo era diventato "Seymour". Dai primi anni del XIX secolo fino al 1923, "St. Maur" venne usato dalla famiglia.
Somerset fu anche autore di Christian Theology and Modern Scepticism (1872) e Monarchy and Democracy (1880). Tra il 1861 ed il 1885 prese l'incarico di Lord Luogotenente del Devon.

## Matrimonio e figli
Somerset sposò a Londra, a Grosvenor Square, il 10 giugno 1830 Jane Georgiana Sheridan. Dal matrimonio nacquero cinque figli:
- Lady Jane Hermione Seymour (1º gennaio 1832 – 4 aprile 1909), che sposò nel 1852 Sir Frederick Ulric Graham, di Netherby, ed ebbe discendenza;
- Lady Ulrica Frederica Jane Seymour (Burton Hall, 12 gennaio 1833 – 26 gennaio 1916), che sposò nel 1858 Lord Henry Frederick Thynne;
- Edward Adolphus Ferdinand Seymour (17 luglio 1835 – Londra, 30 settembre 1869), conte di St. Maur;
- Lord Edward Percy Seymour (19 agosto 1841 – Yellapoor, India, 20 dicembre 1865), diplomatico, morì aggredito da un orso[10];
- Lady Helen Guendolen Seymour (1846 – 14 agosto 1910), che sposò nel 1865 Sir John William Ramsden.

La duchessa di Somerset morì nel dicembre del 1884. Somerset le sopravvisse meno di un anno, morendo nel novembre del 1885 all'età di 80 anni.
Essendo i figli maschi morti prima del padre, il titolo ducale passò ad Archibald, fratello di Edward. Il titolo di conte di St. Maur invece si estinse. Somerset House a Park Lane andò invece alla figlia maggiore Lady Hermione Graham.